# Koplotovce
Koplotovce és un poble i municipi d'Eslovàquia que es troba a la regió de Trnava, a l'oest del país. El 2023 tenia 827 habitants.

## Història
La primera menció escrita de la vila es remunta al 1113.

## Demografia
| Godina             | 1994 | 2004   | 2014    | 2024    |
| ------------------ | ---- | ------ | ------- | ------- |
| Nombre de persones | 541  | 580    | 768     | 848     |
| Diferència         |      | +7,20% | +32,41% | +10,41% |

| Godina             | 2023 | 2024   |
| ------------------ | ---- | ------ |
| Nombre de persones | 827  | 848    |
| Diferència         |      | +2,53% |